# Представителен духов оркестър - Габрово
Представителният духов оркестър в Габрово е създаден през 1959 г. като самодеен състав към Образцово народно читалище „Априлов-Палаузов“ под ръководството на педагог-диригента и цигулар заслужилият учител Петър Чаракчиев. Основното ядро са неколцина бивши военни музиканти от Габрово и Севлиево.
Три години по-късно /1962/ прозвучава музиката на Първия щатен духов оркестър на Габрово. Негов диригент е капел-майсторът Цанко Нанов, а в състава му влизат като оркестранти основатели Иван Тодоров, Иван Шалварков, Тодор Илиев, Георги Костадинов, Стефан Пулев, Иван Дянков, Евгени Бончев, Симеон Димитров, Божидар Паунов, Андрей Евстратиев, Евгени Димитров, д-р Петър Нанчев, Коста Кузманов, Обрешко Минчев, Радко Цвятков, Иван Христов, Филип Монов, Иван Андреев, Георги Банчев, Любен Перников, Захари Атанасов, Божко Василев, Чавдар Тотев, Тодор Кузев и Йордан Рачков.
Възходящият път на оркестъра е в периода 1970 – 1973 г. и е свързан с името на Христо Белчев.
От 1973 – 1986 г. диригент е Иван Андреев, под чието ръководство оркестърът укрепва като професионален състав.
От 1986 диригент е Николай Венков.

## Изтъкнати личности, свързани с оркестъра
Принос в постиженията на Оркестъра дават изтъкнатите български педагози, инструменталисти и певци като:
- проф. Сава Димитров,
- проф. Николай Тонев,
- Гена Димитрова,
- Христина Ангелакова,
- Асен Селимски,
- Видин Даскалов,
- Костадин Бакърджиев,
- Владимир Ганев,
- именитият тромпетист на Болшой Театър Тимофей Докшицер;

През 1966 г. оркестърът е удостоен със звание „Представителен“ и „Първенец“. През 1968 г. е приет за колективен член на Съюза на музикалните дейци в България.

## Участия и постижения на национално равнище
- Втори национален преглед на духовите оркестри;
- Трети национален преглед на духовите оркестри;
- Четвърти национален преглед на духовите оркестри;
- Пети национален преглед на духовите оркестри;
- Участие в Празниците на Духовите оркестри в Толбухин /Добрич/ и във Видин;

## Участия и отличия от международни прояви
- 1979 и 1983 г. – най-високо отличие на Националния фестивал на ГДР – диплом „Отличен“;
- 1985 г. – Шести международен фестивал конкурс на за големите духови оркестри в Острава – Чехия – сребърен медал /най-голямото отличие на оркестъра/;
- 1988 г. участва в Декемврийски музикални вечери в София;
- 1989 г. Габровският духов оркестър прави концертно турне в Беларус;

## Ордени и отличия
- 1986 г. награден с орден „Кирил и Методий“ – I степен за изключително активно присъствие в културния живот на Габрово през празнични и делнични дни.
- 1999 г., по случай 40-годишният юбилей от основаването му и за високи творчески успехи е награден от СБМТД /Съюза на българските музикални и танцови дейци/ със „Златна лира“.
- 2002 г. е нагарден за висок професионализъм с Почетен знак на Община Габрово – „Златен кентъвър“.

## Репертоар
Обликът на репертоара, който през изминалите 50 години харктеризираше оркестъра като уникалесн по своята същност, се състои:
- на първо място от богатото българско музикално творчество. В основата на неговите музикални програми фигурират имената на изтъкнатите Любомир Пипков, Петко Стайнов, П. Хаджиев, Александър Райчев и др. Подборът на репертоарът не е случаен – освен естетическо и национално, има и патриотично присъствие в културния живот на Габрово.
- на второ място от трайното присъствие на западно-европейската класика, в лицето на непреходните творби на Вебер, Вагнер, Вивалди, Росини, Чайковски, Шустакович, Хачатурян.

50 г. юбилей на оркестъра ще бъде посрещнат в състав:
- Атанас Ангелов – тромпет
- Васко Василев – баритон, саксофон
- Димитър Тотев – алт саксофон, кларинет
- Иван Христов – тенор саксофон
- Леонид Георгиев – тромпет
- Николай Колев – флейта, пиколо
- Трифон Трифонов – кларинет
- Божан Ангелов – ударни
- Веселин Парашкевов – цугтромбон
- Евгени Колев – тромпет
- Иван Иванов – баритон
- Любомир Пантелеев – кларинет
- Стефан Димитров – цугтромбон, фагот
- Цветан Хинов – тромпет
- Божидар Милчев – валдхорна
- Веселин Митев – кларинет
- Здравко Лалев – баритон
- Красимир Русанов – бас китара
- Тинчо Динков – саксофон, кларинет
- Янко Кичуков – тромпет

Вече 50 години Представителният духов оркестър е неизменна част от културния облик на града и дава своя принос в естетическо възпитание и духовно обогатявяне на всички граждани и неговите безчет почитатели.